# Мадениет (Бурабайский район)
Мадение́т (каз. Мәдениет) — село в Бурабайском районе Акмолинской области Казахстана. Входит в состав Зеленоборского сельского округа. Код КАТО — 117049600.

## География
Село расположено в северо-восточной части района, на расстоянии примерно 31 километров (по прямой) к северо-востоку от административного центра района — города Щучинск, в 20 километрах к юго-востоку от административного центра сельского округа — села Зелёный Бор.
Абсолютная высота — 321 метров над уровнем моря.
Климат холодно-умеренный, с хорошей влажностью. Среднегодовая температура воздуха положительная и составляет около +2,9°С. Среднемесячная температура воздуха в июле достигает +18,6°С. Среднемесячная температура января составляет около -15,0°С. Среднегодовое количество осадков составляет около 450 мм. Основная часть осадков выпадает в период с мая по август.
Ближайшие населённые пункты: село Тасшалкар — на востоке, село Жанаталап — на севере.

## Население
В 1989 году население села составляло 1228 человек (из них казахи — основное население).
В 1999 году население села составляло 975 человек (508 мужчин и 467 женщин). По данным переписи 2009 года, в селе проживали 662 человека (352 мужчины и 310 женщин).
| Численность населения | Численность населения | Численность населения |
| 1989                  | 1999                  | 2009                  |
| --------------------- | --------------------- | --------------------- |
| 1228                  | ↘975                  | ↘662                  |

## Улицы[6][7]
- микрорайон
- ул. Амангельды Иманова
- ул. Жакашева
- ул. Жибек жолы
- ул. Исмаилова
- ул. Коммунистическая
- ул. Косыбаева
- ул. Мухамеджанова
- ул. Советская